# Adolf Gottlob
Adolf Gottlob (* 30. Januar 1857 in Volkmarsen; † 12. Juni 1930 in Breslau) war ein deutscher Historiker.

## Leben
Er war Sohn des Georg Gottlob und dessen Frau Gertrud Ludorf.  Nach dem Besuch der Gymnasien in Fulda und Warburg studierte er an den Universitäten Münster, Berlin und Göttingen und promovierte zum Doktor der Philosophie.  1882 trat er sein Militärjahr in Freiburg im Breisgau an. 1883 unternahm er eine Reise nach Italien, wo er unter anderem in Rom geschichtliche Studien betrieb.
1885 kehrte er nach Deutschland zurück und wurde Hauslehrer in Frankfurt am Main. Er betätigte sich ab 1886 als Privatgelehrter in Freiburg im Breisgau. Dort lernte er Hedwig Burtscheid kennen, die er am 19. April 1887 heiratete und mit der er die Kinder Thesa und Georg Wilhelm hatte. 1893 ging er als Dozent an die Universität Freiburg (Schweiz), habilitierte sich und wurde dort zum außerordentlichen Professor ernannt. 1898 kehrte er zurück nach Deutschland.
Nach einer beruflichen Station als Privatgelehrter an der Universität Bonn wurde er 1908 Professor für neuere und ältere Geschichte an der Universität Münster, wo er Mitglied der Gesellschaft für Rheinische Geschichtskunde war. 1927 ging er als Professor der Geschichte an die Universität Breslau, wo er bis zu seinem Lebensende wirkte.  Seine Forschungsschwerpunkte waren kirchliche Themen des Mittelalters wie Ablasshandel, Kreuzzugsurkunden, Kirchenrecht sowie die politische Geschichte Frankreichs. Zudem forschte er über die Stadtgeschichte von Warburg.
Im Mai 1910 wurde Gottlob zum ordentlichen Mitglied der Historischen Kommission für Westfalen gewählt. Seit Mai 1914 war er dort zudem Ausschussmitglied.

## Werkauswahl
- Karls IV. private und politische Beziehungen zu Frankreich. Wagner, Innsbruck 1883
- Aus d. Camera apostolica d. 15 Jh.; D. D. päpstl. Kreuzzugsurkunden des 15 Jh. 1892
- Aus der camera apostolica des 15. Jahrhunderts: ein Beitrag zur Geschichte des päpstlichen Finanzwesens und des endenden Mittelalters. Wagner, Innsbruck 1889
- Die päpstlichen Kreuzzugs-Steuern des 13. Jahrhunderts. Cordie, Heiligenstadt 1892
- Die Servitientaxe im 13. Jahrhundert: eine Studie zur Geschichte des päpstlichen Gebührenwesens. Enke, Stuttgart 1903
- Kreuzablass und Almosenablass: Studie über die Frühzeit des Ablasswesens. Enke, Stuttgart 1906
- Ablassentwicklung zum Alblass im 11.Jh. 1907
- Das Frankreich der dritten Republik. Borgmeyer, Münster in Westphalen 1914
- Päpstliche Darlehensschulden des 13. Jahrhunderts. 1899
- Die Gründung des Dominikanerklosters Warburg. In: Zeitschrift für vaterländische Geschichte und Altertumskunde (Westfalens), Bd. 60, 1902
- Das Diarium der Warburger Dominikaner-Prioren im 17. u. 18. Jh. In: Zeitschrift für vaterländische Geschichte und Altertumskunde (Westfalens), Bd. 62, 1904
- Ein Warburger Hexenprozess 1675/75. Westfalen; 1. Jg., 1909
- Der Legat Raimund Peraudi. In: Historisches Jahrbuch. 1885, ISSN 0018-2621
- Das Vaticanische Archiv. In: Historisches Jahrbuch. 1885, ISSN 0018-2621
- Papst Sixtus IV. und die Pazziverschwörung. Köfel, Kempten / München 1909
- Die lateinischen Kirchengemeinden in der Türkei und ihre Visitation durch Petrus Cedulini, Bischof von Nona, 1580-81. In: Historisches Jahrbuch. Alber, München 1885, ISSN 0018-2621
- Zur Gesellschaftsliste der Buonsignori von Siena. In: Historisches Jahrbuch. 1901, ISSN 0018-2621
- Ein Mordprozeß in Warburg und die dortige Klosterimmunität. [S.I] 1913
- Die Gründung des Dominikanerklosters Warburg: mit einem Anhang: Urkunden und Regesten zur Geschichte des Klosters im 14. und 15. Jh. Zeitschrift für vaterländische Geschichte und Altertumskunde Westfalens Bd. 60, S. 109–175
- Ein Mordprozeß in Warburg und die dortige Klosterimmunität (1728–29). In: Westfalen; Jg. 5, 1913, S. 4–19;
- Ein Warburger Hexenprozeß: (1674/75) In: Westfalen; Jg. 1, 1909, S. 65–91
- Grundherrschaft und Grafschaft im Twistetal und die Anfänge der Stadt Volkmarsen im 13. Jahrhundert. In: Zeitschrift für vaterländische Geschichte und Altertumskunde. 79,2, 1921, S. 85–124
- Geschichte der Stadt Warburg. Münster 1936 (ULB Münster)
- Hieronymus Savonarola. Borgmeyer, Breslau 1930
- Inventare der nichtstaatlichen Archive des Kreises Warburg. Aschendorff, Münster 1929
- Geschichte der Stadt Warburg. In: Zeitschrift für vaterländische Geschichte und Altertumskunde (Westfalens). Bd. 91 u. 92; Neudruck; Regenbergsche Buchhandlung, Münster 1936